# Derolus brunneipennis
Derolus brunneipennis es una especie de escarabajo longicornio del género Derolus, tribu Cerambycini, subfamilia Cerambycinae. Fue descrita científicamente por Gahan en 1904.

## Descripción
Mide 12-19 milímetros de longitud.

## Distribución
Se distribuye por Etiopía, Kenia, Malaui, Mozambique, Namibia, República Democrática del Congo, República de Sudáfrica, Somalia, Suazilandia y Zimbabue.